# Asteliacoccus zelandigena
Asteliacoccus zelandigena är en insektsart som beskrevs av Jennifer M. Cox 1987. Asteliacoccus zelandigena ingår i släktet Asteliacoccus och familjen ullsköldlöss. Inga underarter finns listade i Catalogue of Life.